# Paul Henry (Theologe)
Paul Henry SJ (* 1906 in Louvain; † 1984) war ein belgischer katholischer Theologe und Philosophiehistoriker auf dem Gebiet des Neuplatonismus, insbesondere Plotin.
Henry wurde als Sohn eines Chemie-Professors an der Université catholique de Louvain geboren. Während des Ersten Weltkrieges wurde er zum Schulbesuch nach England geschickt. Nach der Rückkehr nach Belgien studierte er an der Université catholique de Louvain Philosophie und Theologie und trat der Societas Jesu bei. Weiter studierte er in Paris die Kultur des Nahen Ostens und lernte in Syrien, im Libanon und in Palästina Arabisch. Er setzte seine Studien an der Päpstlichen Universität Gregoriana fort, wo er zum S. T. D. promoviert wurde und ein Lizentiat in Heiliger Schrift erwarb. Er wurde daraufhin auf eine Professur am Institut Catholique de Paris berufen. Mehrere Gastprofessuren führten schließlich zu seiner Berufung an die University of California, San Diego.
Henry arbeitete zum christlichen Denken und zum Neuplatonismus sowie zu deren Verbindung bei Marius Victorinus und Augustinus. Vor allem aber zu Plotin, zu dem er mehrere grundlegende Untersuchungen veröffentlichte. Mit dem Schweizer Hans-Rudolf Schwyzer gab er die Enneaden Plotins in einer editio maior und einer editio minor heraus, mit seinem früheren Schüler Pierre Hadot die kritische Ausgabe der theologischen Abhandlungen des Marius Victorinus.

## Schriften (Auswahl)
- mit Hans-Rudolf Schwyzer (Hrsg.): Plotini opera. Desclée de Brouwer, Paris 1951–1973 („editio maior“, kritische Standardausgabe)
  - Band 1: Porphyrii vita Plotini. Enneades I–III. 1951.
  - Band 2: Enneades IV–V. Plotiniana Arabica. 1959 (die Plotiniana Arabica in englischer Übersetzung von Geoffrey Lewis).
  - Band 3: Enneas VI. 1973.
- mit Hans-Rudolf Schwyzer (Hrsg.): Plotini opera. 3 Bände. Oxford University Press, Oxford 1964–1982 (Oxford Classical Texts, „editio minor“)
  - Band 1: Porphyrii vita Plotini. Enneades I–III. 1964.
  - Band 2: Enneades IV–V. 1977.
  - Band 3: Enneas VI. 1982.
- Marius Victorinus: Traités théologiques sur la Trinité. Texte établi par Paul Henry. Introduction, traduction et notes par Pierre Hadot. Commentaire par Pierre Hadot (Sources chrétiennes 68; 69). Les Editions du Cerf, Paris, 1960.
- mit Pierre Hadot, Franco Gori (Hrsg.): Marii Victorini Afri Opera, Bd. 1: Opera theologica; Bd. 2: Opera exegetica (Corpus Scriptorum Ecclesiasticorum Latinorum 83). Verlag der österreichischen Akademie der Wissenschaften, Wien 1971–1986.